# Sparda-Bank Berlin
Die Sparda-Bank Berlin eG ist eine genossenschaftliche Privatkundenbank mit Standorten in den neuen Bundesländern und in Berlin.

## Geschichte
Die Sparda-Bank Berlin wurde am 22. Mai 1990 durch Umwandlung als Nachfolgerin der Reichsbahn-Sparkasse der DDR (Sitz: Ost-Berlin) gegründet. Die Reichsbahnsparkasse basierte im Kern auf dem 1875 in Schwerin gegründeten Spar- und Vorschuss-Verein für die Beamten der Mecklenburgischen Friedrich-Franz-Eisenbahn.
Im Mai 2023 änderte die Sparda-Bank Berlin ihr Logo und fügte den Claim Deine Bank im Osten ein.

## Geschäftsausrichtung und Geschäftsgebiet

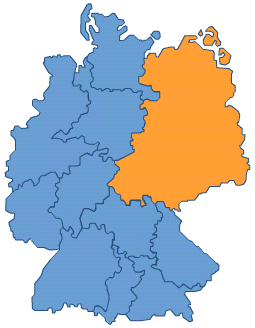
Geschäftsgebiet

Die Sparda-Bank Berlin betreibt das Universalbankgeschäft und bietet für Privatkunden Finanzdienstleistungen auf den Gebieten Baufinanzierung, Ratenkredite, Anlageprodukte und Giro. Im Verbundgeschäft arbeitet sie mit der DZ Bank, DEVK Versicherung, Bausparkasse Schwäbisch Hall und der Union Investment zusammen.
Der Geschäftsbereich erstreckt sich über Berlin, Brandenburg, Mecklenburg-Vorpommern, Sachsen, Sachsen-Anhalt und Thüringen. Dort werden insgesamt 77 Geschäftsstellen und 53 SB-Center bzw. Geldautomaten betrieben.
Die Sparda-Bank Berlin eG gehört dem Verband der Sparda-Banken an. Als eine der elf selbstständigen Sparda-Banken ist sie Mitglied im Bundesverband der Deutschen Volksbanken und Raiffeisenbanken und gehört dem Cashpool an.

## Sicherungseinrichtung
Die Sparda-Bank Berlin ist der amtlich anerkannten Sicherungseinrichtung des Bundesverbandes der Deutschen Volksbanken und Raiffeisenbanken und der zusätzlichen freiwilligen Sicherungseinrichtung des Bundesverbandes der Deutschen Volksbanken und Raiffeisenbanken angeschlossen.

## Kritik
Im Februar 2015 kritisierte Der Tagesspiegel, dass die Sparda-Bank Berlin trotz ihrer Werbung für ein „kostenloses Girokonto“ verschiedene Gebühren eingeführt hatte. So wurden für die Bankkarte Gebühren von 7,50 Euro jährlich erhoben, ein Zweitkonto kostete jährlich 10 Euro zusätzlich, jede Papierüberweisung 1,50 Euro. 2017 warb die Bank weiterhin mit einem „Girokonto ohne Kontoführungsgebühr“; die Bankkarte kostet 12 Euro jährlich ab der zweiten Karte zum Konto, die erste ist kostenfrei. Zum Ende des Jahres 2022 sorgte die Sparda-Bank Berlin für Schlagzeilen aufgrund der Abschaffung der Unternehmenszentrale und den daraus folgenden Veränderungen für etwa 400 Mitarbeiter.